# ستين ليندغرين
ستين ليندغرين (بالسويدية: Sten Lindgren)‏ هو ممثل سويدي، ولد في 22 يونيو 1903 في السويد، وتوفي بنفس المكان في 13 مايو 1959.

## وصلات خارجية
- ستين ليندغرين على موقع IMDb (الإنجليزية)
- ستين ليندغرين على موقع قاعدة بيانات الأفلام السويدية (السويدية)
- ستين ليندغرين على موقع قاعدة بيانات الفيلم (الإنجليزية)